# Championnats du monde de vol à ski 2010
Navigation
Oberstdorf 2008 Vikersund 2012
La 21e édition des championnats du monde de vol à ski s'est déroulée du 19 mars 2010 au 21 mars 2010 à Planica en Slovénie qui organise pour la sixième fois la compétition. Simon Ammann succède à Gregor Schlierenzauer (ici deuxième) au palmarès individuel, tandis que l'Autriche conserve son titre dans l'épreuve par équipes.

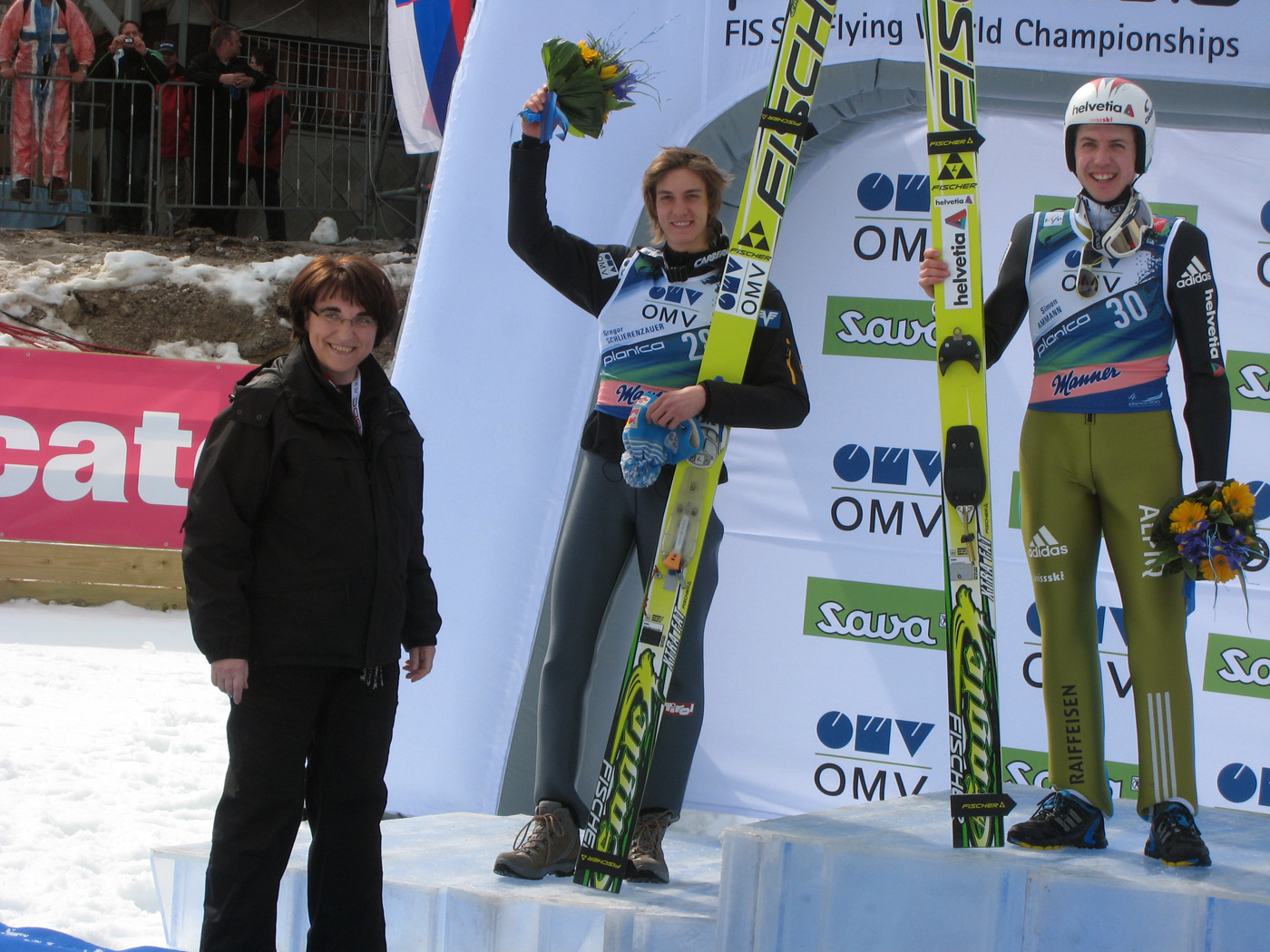
Simon Ammann (en haut du podium) et Gregor Schlierenzauer (sur la deuxième marche), podium présenté par Ljubica Jelušič, le ministre slovène de la défense.

## Programme
| Jour | Date  | événement                         | Saut le plus long (en mètres) |
| ---- | ----- | --------------------------------- | ----------------------------- |
|      | 17/02 | Sauts de test                     |                               |
|      | 18/02 | Qualification                     | 230.5 - Bjørn Einar Romøren   |
|      | 19/02 | Individuel, premier jour (annulé) | 223.5 - Robert Kranjec        |
|      | 20/02 | Individuel, deuxième jour         | 236.5 - Simon Ammann          |
|      | 21/02 | épreuve par équipes               | 231.0 - Gregor Schlierenzauer |

## Résultats

### Individuel
Résultats officiels de la FIS,.
| Position                  | Brassard | Nom                      | Distance (mètres) | Distance (mètres) | Distance (mètres) | Distance (mètres) | Distance (mètres) | Distance (mètres) | Score total |
| Position                  | Brassard | Nom                      | 1er jour          | 1er jour          | 1er jour          | Jour 2            | Jour 2            | Jour 2            | Score total |
| Position                  | Brassard | Nom                      | saut de réserve   | 1er tour          | 2e tour           | saut de réserve   | 3e saut           | 4e saut           | Score total |
| ------------------------- | -------- | ------------------------ | ----------------- | ----------------- | ----------------- | ----------------- | ----------------- | ----------------- | ----------- |
| Médaille d'or, monde      | 30       | Simon Ammann             | 176.0             | 215.5             | 216.5             | 216.5             | 227.0             | 236.5             | 935.8       |
| Médaille d'argent, monde  | 28       | Gregor Schlierenzauer    | 187.5             | 209.5             | 205.0             | 203.0             | 222.5             | 230.5             | 910.3       |
| Médaille de bronze, monde | 23       | Anders Jacobsen          | 200.5             | 217.0             | 194.5             | 188.5             | 230.5             | 227.5             | 894.0       |
| 4                         | 29       | Adam Malysz              | 199.5             | 217.5             | 215.0             | 213.5             | 211.0             | 211.5             | 893.6       |
| 5                         | 25       | Robert Kranjec           | 182.0             | 223.5             | 203.5             | 190.5             | 212.5             | 222.5             | 873.5       |
| 6                         | 27       | Wolfgang Loitzl          | 202.0             | 207.0             | 211.5             | 205.5             | 213.5             | 200.0             | 865.3       |
| 7                         | 20       | Thomas Morgenstern       | 157.0             | 196.5             | 211.5             | 208.5             | 225.5             | 215.5             | 855.4       |
| 8                         | 19       | Antonin Hajek            | 179.0             | 203.0             | 210.5             | 211.0             | 223.5             | 236.0             | 844.9       |
| 9                         | 24       | Bjørn Einar Romøren      | 193.5             | 214.5             | 196.5             | 194.0             | 205.0             | 223.0             | 844.5       |
| 10                        | 22       | Martin Koch              | 190.0             | 208.5             | 206.0             | 199.5             | 220.0             | 200.0             | 839.8       |
| 11                        | 26       | Harri Olli               | DNS               | 215.5             | 200.0             | 203.5             | 195.5             | 199.0             | 819.9       |
| 12                        | 18       | Noriaki Kasai            | 213.5             | 215.5             | 209.5             | 205.0             | 220.5             | 224.0             | 817.1       |
| 13                        | 21       | David Zauner             | 189.5             | 193.5             | 223.0             | 185.0             | 202.0             | 202.5             | 806.2       |
| 14                        | 16       | Emmanuel Chedal          | 190.0             | 210.0             | 211.5             | 205.0             | 199.0             | 214.0             | 780.9       |
| 15                        | 17       | Janne Happonen           | 187.0             | 202.0             | 201.0             | 196.5             | 205.5             | 211.5             | 777.3       |
| 16                        | 14       | Kamil Stoch              | 191.5             | 186.5             | 207.5             | 203.5             | 203.5             | 218.0             | 770.0       |
| 17                        | 15       | Matti Hautamäki          | 161.5             | 193.5             | 204.0             | 191.5             | 204.0             | 204.5             | 762.6       |
| 18                        | 12       | Johan Remen Evensen      | 211.5             | 199.5             | 195.0             | 191.0             | 219.5             | 202.0             | 756.9       |
| 19                        | 9        | Michael Uhrmann          | 181.5             | 185.5             | 201.0             | 179.0             | 211.5             | 203.5             | 745.7       |
| 20                        | 11       | Daiki Ito                | 179.5             | 200.5             | 191.5             | 171.5             | 209.5             | 197.5             | 743.5       |
| 21                        | 13       | Martin Schmitt           | 189.0             | 194.0             | 200.0             | 191.5             | 186.5             | 193.5             | 721.8       |
| 22                        | 4        | Michael Neumayer         | 197.0             | 184.5             | 189.5             | 183.5             | 198.5             | 205.5             | 714.0       |
| 23                        | 1        | Andrea Morassi           | 194.0             | 163.0             | 188.0             | 199.5             | 201.5             | 198.5             | 711.4       |
| 24                        | 7        | Sebastian Colloredo      | 176.5             | 189.0             | 194.5             | 183.0             | 193.0             | 194.5             | 710.0       |
| 25                        | 10       | Jernej Damjan            | 174.0             | 200.0             | 194.5             | 175.0             | 195.5             | 184.0             | 708.5       |
| 26                        | 5        | Borek Sedlak             | 165.5             | 169.5             | 198.0             | 179.0             | 192.5             | 201.0             | 704.6       |
| 27                        | 3        | Janne Ahonen             | 165.5             | 182.0             | 189.5             | 183.0             | 197.0             | 197.0             | 701.1       |
| 28                        | 8        | Richard Freitag          | DNS               | 181.5             | 198.5             | 173.0             | 170.0             | 193.5             | 685.7       |
| 29                        | 6        | Tom Hilde                | 181.0             | 186.5             | 185.5             | 164.5             | 185.0             | 187.5             | 680.6       |
| 30                        | 2        | Robert Hrgota            | 184.0             | 180.5             | 178.5             | 195.5             | 190.5             | 178.5             | 674.6       |
| 31                        |          | Lukas Hlava              | 179.0             | 170.5             | 179.5             |                   | DNQ               |                   | 331.4       |
| 32                        |          | Rafał Śliż               | 197.5             | 172.0             | DNQ               |                   |                   |                   | 155.9       |
| 33                        |          | Łukasz Rutkowski         | 185.5             | 175.5             | DNQ               |                   |                   |                   | 150.4       |
| 34                        |          | Taku Takeuchi            | 152.0             | 168.5             | DNQ               |                   |                   |                   | 149.1       |
| 35                        |          | Jan Matura               | 156.0             | 161.5             | DNQ               |                   |                   |                   | 146.1       |
| 36                        |          | Ivan Karaulov            | 159.0             | 160.5             | DNQ               |                   |                   |                   | 144.0       |
| 37                        |          | Vincent Descombes Sevoie | 187.5             | 159.0             | DNQ               |                   |                   |                   | 143.8       |
| 38                        |          | Roman Trofimov           | 184.5             | 162.0             | DNQ               |                   |                   |                   | 143.2       |
| 39                        |          | Primož Pikl              | 158.0             | 160.0             | DNQ               |                   |                   |                   | 139.8       |
| 40                        |          | Nicholas Alexander       | 184.5             | DNS               |                   |                   |                   |                   |             |

Légende : DNQ = ne s'est pas qualifié

### Par équipes
21 mars 2010,
| Position           | Équipe                                                                                            | Distance (mètres)       | Distance (mètres)       | Distance (mètres)       | Points |
| Position           | Équipe                                                                                            | Tour prélimaire         | 1er tour                | finale                  | Points |
| ------------------ | ------------------------------------------------------------------------------------------------- | ----------------------- | ----------------------- | ----------------------- | ------ |
| Médaille d'or      | Autriche 10-1 Wolfgang Loitzl 10-2 Thomas Morgenstern 10-3 Martin Koch 10-4 Gregor Schlierenzauer | 205.5 220.0 219.0 218.0 | 183.5 215.5 184.5 226.5 | 206.0 198.0 217.5 231.0 | 1641.4 |
| Médaille d'argent  | Norvège 9-1 Anders Jacobsen 9-2 Anders Bardal 9-3 Johan Remen Evensen 9-4 Bjørn Einar Romøren     | 202.5 193.0 201.5 185.5 | 202.0 179.5 197.5 214.5 | 217.5 189.5 193.5 201.5 | 1542.3 |
| Médaille de bronze | Finlande 7-1 Janne Happonen 7-2 Olli Muotka 7-3 Matti Hautamäki 7-4 Harri Olli                    | 167.5 184.5 214.5 DNS   | 202.5 191.0 195.5 215.0 | 213.5 166.5 194.5 190.5 | 1474.3 |
| 4                  | Pologne 6-1 Kamil Stoch 6-2 Łukasz Rutkowski 6-3 Stefan Hula 6-4 Adam Malysz                      | 184.5 183.0 184.5 207.5 | 197.5 188.5 192.5 218.5 | 222.5 143.0 179.0 213.5 | 1452.5 |
| 5                  | Tchéquie 4-1 Lukas Hlava 4-2 Jan Matura 4-3 Borek Sedlak 4-4 Antonin Hajek                        | 183.5 175.5 176.0 198.5 | 181.5 180.5 187.5 191.5 | 203.5 186.5 180.5 205.5 | 1399.2 |
| 6                  | Slovénie 5-1 Robert Hrgota 5-2 Jernej Damjan 5-3 Jurij Tepeš 5-4 Robert Kranjec                   | 178.0 191.0 177.5 200.5 | 177.5 177.0 181.5 219.5 | 189.5 178.0 170.5 206.5 | 1378.3 |
| 7                  | Allemagne 8-1 Michael Neumayer 8-2 Richard Freitag 8-3 Martin Schmitt 8-4 Michael Uhrmann         | 183.5 182.5 182.0 183.5 | 194.0 164.5 178.5 196.0 | 193.5 156.5 182.5 193.5 | 1322.9 |
| 8                  | Italie 2-1 Sebastian Colloredo 2-2 Andrea Morassi 2-3 Roberto Dellasega 2-4 Diego Dellasega       | 190.5 204.5 192.5 152.0 | 173.5 198.5 158.0 131.0 | 189.0 203.0 160.5 162.5 | 1219.6 |
| 9                  | Russie 3-1 Georgiy Chervyakov 3-2 Stanislav Oshepkov 3-3 Ilia Rosliakov 3-4 Roman Trofimov        | 152.0 163.5 161.5 183.5 | 134.0 156.0 172.5 176.5 | DNQ                     | 545.0  |
| 10                 | États-Unis 1-1 Nicholas Fairall 1-2 Michael Glasder 1-3 Chris Lamb 1-4 Nicholas Alexander         | 132.0 152.0 149.0 183.0 | 121.5 154.0 151.5 163.5 | DNQ DNQ DNQ             | 462.2  |

Légende :
DNQ = n'est pas qualifié

## Tableau des médailles
| Rang | Nation   | Or | Argent | Bronze | Total |
| ---- | -------- | -- | ------ | ------ | ----- |
| 1    | Autriche | 1  | 1      | 0      | 2     |
| 2    | Suisse   | 1  | 0      | 0      | 1     |
| 3    | Norvège  | 0  | 1      | 1      | 2     |
| 4    | Finlande | 0  | 0      | 1      | 1     |